# Neostenoptera congoensis
Neostenoptera congoensis är en tvåvingeart som beskrevs av Gagne 1979. Neostenoptera congoensis ingår i släktet Neostenoptera och familjen gallmyggor.
Artens utbredningsområde är Kongo. Inga underarter finns listade i Catalogue of Life.